# Agent provokatér
Agent provokatér je osoba zaměstnaná armádou, tajnou policií, či jiným subjektem, která provokuje jiné osoby ke spáchání protiprávního činu. Tato taktika se mj. používá s cílem infiltrovat legální demonstrace ve snaze vyprovokovat násilí a mít záminku k jejich rozpuštění, jak se stalo např. při demonstracích ve Vancouveru v roce 2010, či pro boj proti korupci ve státní správě. Agent provokatér je také nasazován na rozkrývání opozičních či odbojových struktur a vytváření záminek pro útok proti nim. Agenti provokatéři jsou užíváni již od starověku, jak například popisuje Arthašástra.

## Agent provokatér v Rakousku-Uhersku
Rakousko-Uhersko si také udržovalo síť agentů. Působení agentů provokatérů popisuje i román Osudy dobrého vojáka Švejka za světové války.

## Agent provokatér v Československu
Po okupaci Čech a Moravy nacistickým Německem a následném rozvíjení se odbojové činnosti začalo gestapo využívat agenty-provokatéry pro vytváření tzv. volavčích sítí, což byly odbojové organizace zakládané spolupracovníky gestapa z řad českého obyvatelstva (často se jednalo o již odhalené odbojáře, které se podařilo přesvědčit či zastrašit), které měly za cíl odhalovat další osoby z řad obyvatelstva ochotné působit proti okupační moci či získávat kontakty na další odbojové skupiny.
Po převzetí moci v Československu v roce 1948 začala StB využívat agenty-provokatéry k zakládání protikomunistických odbojových skupin, které byly pod její úplnou kontrolou. Její členy poté pozatýkala a získané důkazy použila k jejich odsouzení. Pro tuto činnost StB využívala zkušeností gestapa z období německé okupace Čech a Moravy. Agenti-provokatéři byli využíváni i k vyhledávání osob majících zájem o ilegální opuštění Československa. Za tímto účelem StB zorganizovala a provedla operaci známou jako Kameny, při které byla z kádrových zaměstnanců StB vytvořena fiktivní síť převaděčů a falešných pracovníků úřadoven CIC. Pomocí výslechů převáděných osob, které věřily, že se nacházejí ve SRN (ve skutečnosti se stále nacházely v Československu) se StB snažila získat informace o dalších protikomunisticky smýšlejích osobách v Československu.
Podle některých teorií byl princip agenta-provokatéra využit StB i v tzv. Babickém případě, kdy hlavní organizátor protistátní skupiny Ladislav Malý mohl být spolupracovníkem StB. Celý případ posloužil jako záminka pro zastrašení soukromých rolníků odmítajících vstoupit do JZD a kampani proti katolické církvi.

## Česká republika
Trestní řád umožňuje nasadit agenta. Policejní provokatér ale nesmí přímo nabádat k trestnému činu.